# Guadalupe Mountains National Park
Guadalupe Mountains National Park is een nationaal park in het westen van de Amerikaanse staat Texas, dicht bij de grens met New Mexico. Het park omvat een deel van de Guadalupe Mountains in de Chihuahuawoestijn. In het park bevindt zich Guadalupe Peak, die met zijn 2.667 meter de hoogste berg van Texas is.

## Externe link

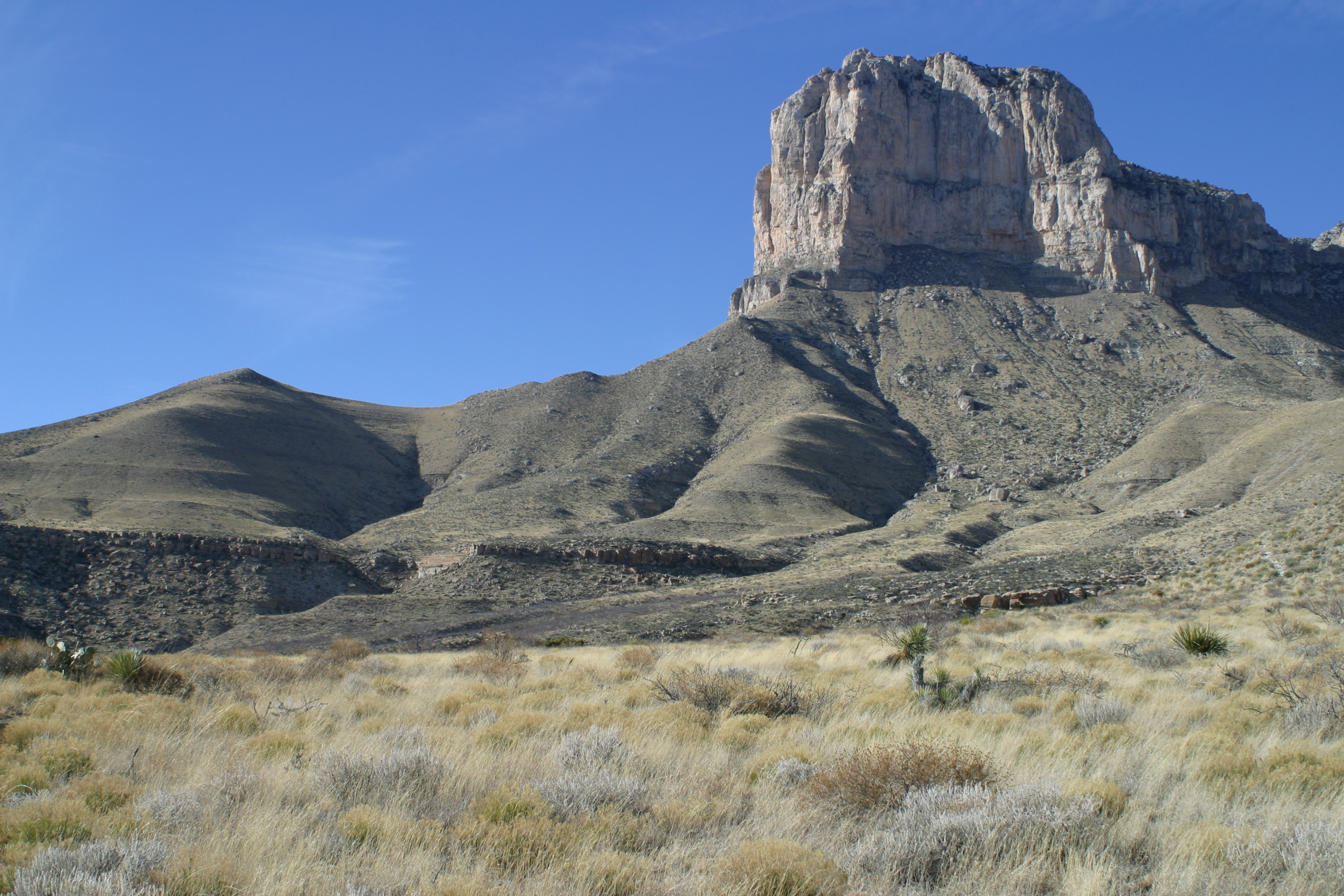
El Capitan
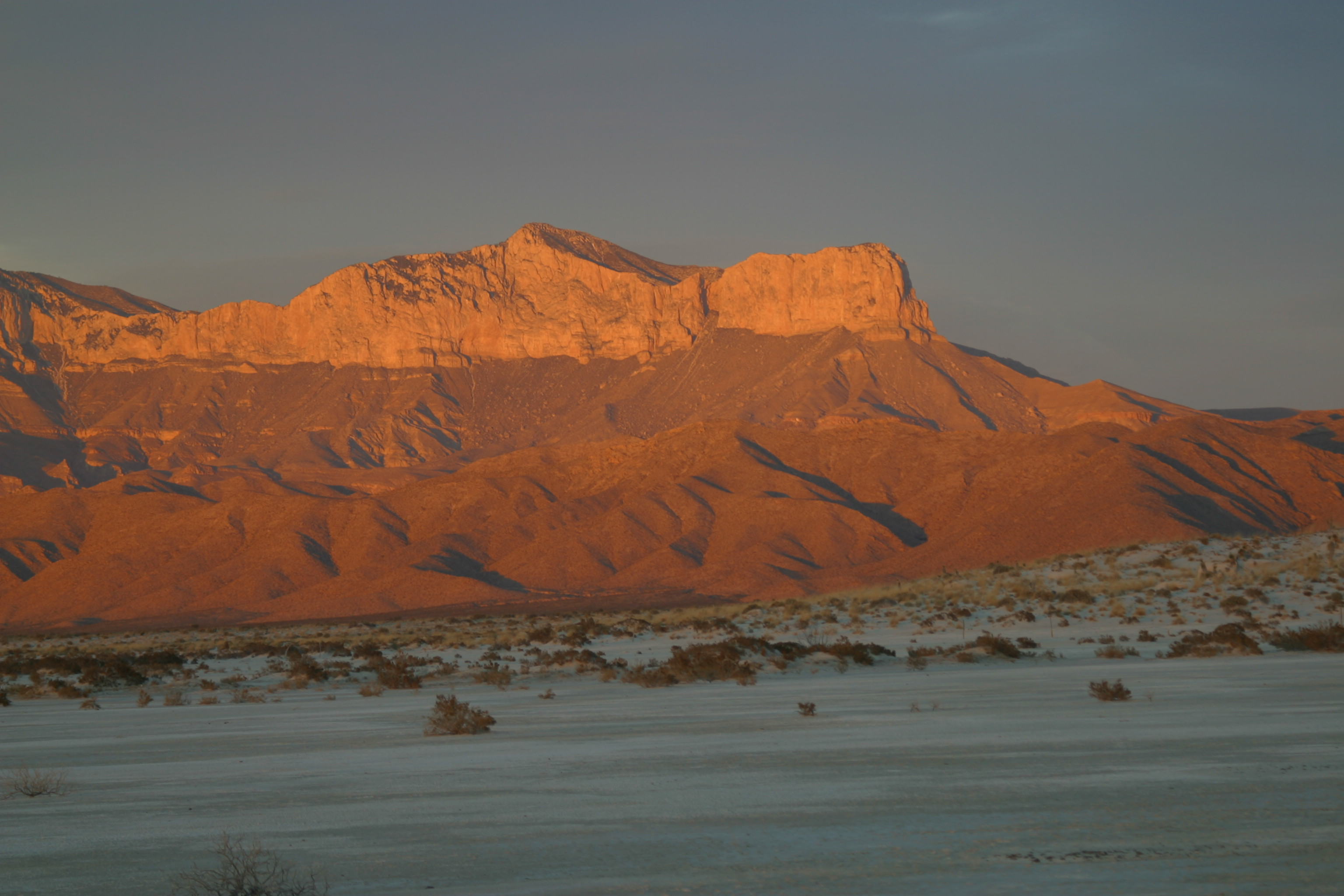
Guadalupe Mountains